# Sosnówka (rejon krzemieniecki)
Sosnówka (ukr. Соснівка) – wieś na Ukrainie w rejonie krzemienieckim należącym do obwodu tarnopolskiego.